# Crnča (Derventa, BiH)
Crnča je naseljeno mjesto u sastavu Grada Derventa, Republika Srpska, BiH.

## Geografski položaj
Crnča se nalazi u južnom dijelu Grada Derventa i sastoji se od zaseoka: Bučani, Banica, Brezičani i Donjani. 1978.godine postala je mjesna zajednica. U selu živi 280 domanćinstava i oko 1.200 stanovnika,
a osnovno zanimanje je poljoprivreda. Prije rata dosta Crnčana je radilo u derventskim poduzećima, pa i širom tadašnje države, dok se sada veliki broj mještana nalazi na radu u inozemstvu, većinom u Austriji i Italiji. Osnovno zanimanje u selu je poljoprivreda, a uglavnom se proizvodi za vlastite potrebe, te govedarstvo. Poslije rata ima nekoliko domaćinstava koja se bave ovčarstvom.

## Stanovništvo
| Crnča              |                |                |                |
| godina popisa      | 1991.          | 1981.          | 1971.          |
| Srbi               | 1.003 (98,42%) | 1.152 (99,82%) | 1.148 (98,54%) |
| Muslimani          | 3 (0,29%)      | 0              | 0              |
| Hrvati             | 1 (0,09%)      | 0              | 1 (0,08%)      |
| Jugoslaveni        | 7 (0,68%)      | 0              | 0              |
| ostali i nepoznato | 5 (0,49%)      | 2 (0,17%)      | 16 (1,37%)     |
| ukupno             | 1.019          | 1.154          | 1.165          |